# Osem (entreprise)
Osem (hébreu : אֹסֶם) est l'une des plus grandes sociétés d'agroalimentaire israéliennes. Osem Investments Limited, avec ses filiales, développe, fabrique, vend, commercialise et distribue des produits alimentaires en Israël, en Europe et aux États-Unis. Le service alimentaire de l'entreprise produit des pâtes, de la soupe, des produits de boulangerie, des sauces, de shkedei marak, des conserves, des plats cuisinés, des substituts de viande et des salades. La boulangerie, les boissons, les biscuits, le café instantané, les capsules de café, le sirop de boisson, le chocolat chaud, les céréales de petit déjeuner, les barres de céréales et les collations avec : blé, cacahuète, pomme de terre et maïs. Le département international de l'entreprise fabrique des produits alimentaires congelés et réfrigérés, parmi lesquels les salades de la marque Tribe. Le département des aliments pour enfants produit des produits de nutrition infantile, des céréales pour bébés, de la purée, des biscuits et des pâtes pour enfants. Le département des cadeaux de l'entreprise fabrique des produits vendus dans des endroits tels que: les hôtels, les cafés, les restaurants, les entreprises de restauration et les magasins. Le département de service produit du thé, de la crème glacée, des aliments pour animaux de compagnie et d'autres produits. La société a été fondée en 1942, et son siège est à Shoham, en Israël. Osem Investments Limited est une filiale de Nestlé.

## Historique
Fondée en 1942, la compagnie de vente construit quatre ans plus tard sa première usine à Bnei Brak où elle produit des pâtes alimentaire, ainsi que des flocons cuits au four selon une recette originale afin de satisfaire les besoins des juifs Mizrahis, qui suivent un régime en grande partie composés du riz et du couscous. En 1964, une succursale de restauration rapide est fondée à Holon. La même année, le produit phare de la compagnie est lancé - le Bamba. En 1970, la compagnie commence la production d'aliments cuits au four. Elle produit également des potages et des sauces lyophilisés. 
L'usine principale de la compagnie est construite en 1976 à Petah Tikva, où se trouvaient jusqu'à peu les bureaux de l'administration de la compagnie, le centre serveur de distribution et l'usine de sauce. Osem acquiert plusieurs petites compagnies de nourriture, accroissant et diversifiant ainsi ses produits, tels que Promin, usine de magasin de boulangerie d'Argal et de Magdanot HaBait (où se trouve la chaîne de production de gâteaux). En 1995, Osem commercialise des produits Nestlé, dont le café, des céréales au chocolat et pour le petit déjeuner. Aujourd'hui[Quand ?], Nestlé est présent à hauteur de 50 % dans le capital d'Osem.
En 2008, les bureaux de l'administration et le centre serveur de distribution sont transférés à Shoham. De ce fait, le centre serveur de distribution devient l'unique centre serveur de la compagnie, remplaçant les autres centres du pays. L'usine de sauces quant à elle est transférée à Sdérot où elle se joint à l'usine existante (la plus vaste de la compagnie, employant plus de 500 employés de cette ville de périphérie).